# Eiconaxius
Eiconaxius is een geslacht van kreeftachtigen uit de klasse van de Malacostraca (hogere kreeftachtigen).

## Soorten
- Eiconaxius acutifrons Spence Bate, 1888
- Eiconaxius agassizi (Bouvier, 1905)
- Eiconaxius albatrossae Kensley, 1996
- Eiconaxius andamanensis (Alcock, 1901)
- Eiconaxius antillensis (Bouvier, 1905)
- Eiconaxius asper Rathbun, 1906
- Eiconaxius baja Kensley, 1996
- Eiconaxius bandaensis Sakai, 2011
- Eiconaxius borradailei (Bouvier, 1905)
- Eiconaxius caribbaeus (Faxon, 1896)
- Eiconaxius carinatus (Bouvier, 1905)
- Eiconaxius consobrinus (de Man, 1907)
- Eiconaxius cristagalli (Faxon, 1893)
- Eiconaxius demani Sakai, 1992
- Eiconaxius farreae Ortmann, 1891
- Eiconaxius hakuhou Sakai & Ohta, 2005
- Eiconaxius indica (de Man, 1907)
- Eiconaxius kensleyi Komai, Lin & Chan, 2010
- Eiconaxius kermadeci Spence Bate, 1888
- Eiconaxius kimbla Kensley, 1996
- Eiconaxius kumejimaensis Sakai, 2014
- Eiconaxius laccadivensis Alcock & Anderson, 1894
- Eiconaxius mallacoota Poore & Collins, 2009
- Eiconaxius mortenseni Sakai, 1992
- Eiconaxius parvus Spence Bate, 1888
- Eiconaxius rotundifrons (Bouvier, 1905)
- Eiconaxius rubrirostris Komai, Lin & Chan, 2010
- Eiconaxius sibogae (de Man, 1925)
- Eiconaxius singularis (Zarenkov, 1981)
- Eiconaxius spinigera (MacGilchrist, 1905)
- Eiconaxius weberi (de Man, 1907)